# Primetime Emmy Award de la meilleure réalisation pour une mini-série ou un téléfilm
Pour les articles homonymes, voir Emmy de la meilleure réalisation.
Le Primetime Emmy Award de la meilleure réalisation pour une mini-série ou un téléfilm (Primetime Emmy Award for Outstanding Directing for a Miniseries, Movie or a Dramatic Special) est une récompense de télévision remise depuis 1976 au cours de la cérémonie annuelle des Primetime Emmy Awards.

## Palmarès
Note : L'année indiquée est celle de la cérémonie. Les réalisateurs lauréats sont indiqués en tête de chaque année et en caractères gras.

### Années 2000
- 2009 : La Petite Dorrit (Little Dorrit) – Dearbhla Walsh pour la première partie
  - L'Honneur d'un marine – Ross Katz
  - Les Enquêtes de l'inspecteur Wallander (Wallander) – Philip Martin
  - Into the Storm – Thaddeus O'Sullivan
  - Grey Gardens – Michael Sucsy
  - Generation Kill – Susanna White pour l'épisode Une Bombe dans le jardin

### Années 2010
- 2010 : Temple Grandin – Mick Jackson
  - Georgia O'Keeffe – Bob Balaban
  - La Vérité sur Jack (You Don't Know Jack) – Barry Levinson
  - The Pacific – David Nutter et Jeremy Podeswa pour l'épisode Iwo Jima
  - The Pacific – Timothy Van Patten pour l'épisode Okinawa

- 2011 : Downton Abbey – Brian Percival pour l'épisode pilote
  - Carlos – Olivier Assayas
  - Cinema Verite – Shari Springer Berman et Robert Pulcini
  - Too Big to Fail : Débâcle à Wall Street (Too Big to Fail) – Curtis Hanson
  - Mildred Pierce – Todd Haynes

- 2012 : Game Change – Jay Roach
  - Hemingway & Gellhorn – Philip Kaufman
  - Sherlock : Un scandale à Buckingham (A Scandal in Belgravia) – Paul McGuigan
  - Luther – Sam Miller
  - Hatfields and McCoys – Kevin Reynolds

- 2013 : Ma vie avec Liberace (Behind the Candelabra) – Steven Soderbergh
  - The Girl – Julian Jarrold
  - Phil Spector – David Mamet
  - Ring of Fire – Allison Anders
  - Top of the Lake – Jane Campion et Garth Davis

- 2014 : Fargo – Colin Bucksey pour l'épisode Buridan's Ass
  - American Horror Story: Coven – Alfonso Gomez-Rejon pour l'épisode Bitchcraft
  - Fargo – Adam Bernstein pour l'épisode The Crocodile's Dilemma
  - Muhammad Ali's Greatest Fight – Stephen Frears
  - The Normal Heart – Ryan Murphy
  - Sherlock: Son dernier coup d'éclat (His Last Vow) – Nick Hurran

- 2015 : Lisa Cholodenko pour Olive Kitteridge
  - Ryan Murphy pour l'épisode Les monstres sont parmi nous de American Horror Story: Freak Show
  - Dee Rees pour Bessie
  - Hugo Blick pour The Honourable Woman
  - Uli Edel pour Houdini, l'illusionniste
  - Tom Shankland pour The Missing
  - Peter Kosminsky pour Dans l'ombre des Tudors

- 2016 : Susanne Bier pour The Night Manager : L'Espion aux deux visages
  - Jay Roach pour All the Way
  - Noah Hawley pour l'épisode Before the Law de Fargo
  - Ryan Murphy pour l'épisode La chute d'une idole de The People v. O. J. Simpson: American Crime Story
  - Anthony Hemingway pour l'épisode Un don du ciel de The People v. O. J. Simpson: American Crime Story
  - John Singleton pour l'épisode Du sang sur les mains de The People v. O. J. Simpson: American Crime Story

- 2017 : Jean-Marc Vallée pour Big Little Lies
  - Noah Hawley pour l'épisode The Law of Vacant Places dans Fargo
  - Ryan Murphy pour l'épisode And the Winner Is... (The Oscars of 1963) pour Feud
  - Ron Howard pour l'épisode Einstein: Chapter One dans Genius
  - James Marsh pour l'épisode The Art of War dans The Night Of
  - Steven Zaillian pour l'épisode The Beach de The Night Of

- 2018 : Ryan Murphy pour l'épisode Celui qui voulait exister dans The Assassination of Gianni Versace: American Crime Story
  - Edward Berger pour Patrick Melrose
  - Scott Frank pour Godless
  - David Leveaux (en) et Alex Rudzinski pour Jesus Christ Superstar Live in Concert
  - Barry Levinson pour Paterno
  - David Lynch pour Twin Peaks: The Return
  - Craig Zisk pour l'épisode 9/11 dans The Looming Tower

- 2019 : Johan Renck pour Chernobyl
  - Ben Stiller pour Escape at Dannemora
  - Jessica Yu pour l'épisode Glory pour Fosse/Verdon
  - Thomas Kail pour l'épisode Who's Got the Pain dans Fosse/Verdon
  - Stephen Frears pour A Very English Scandal
  - Ava DuVernay pour Dans leur regard

### Années 2020
- 2020 : Maria Schrader pour Unorthodox
  - Lynn Shelton pour l'épisode Find a Way pour Little Fires Everywhere
  - Lenny Abrahamson pour l'épisode Épisode 5 pour Normal People
  - Nicole Kassell l'épisode It's Summer and We're Running Out of Ice pour Watchmen
  - Steph Green pour l'épisode Little Fear of Lightning pour Watchmen
  - Stephen Williams pour l'épisode This Extraordinary Being pour Watchmen

- 2021 : Scott Frank pour Le Jeu de la dame
  - Thomas Kail pour Hamilton
  - Sam Miller et Michaela Coel pour l'épisode Délivrance de I May Destroy You
  - Sam Miller pour l'épisode Dans les yeux, dans les yeux, dans les yeux, dans les yeux de I May Destroy You
  - Craig Zobel pour Mare of Easttown
  - Barry Jenkins pour The Underground Railroad
  - Matt Shakman pour WandaVision

- 2022 : Mike White pour The White Lotus
  - Danny Strong pour l'épisode The People vs. Purdue Pharma dans Dopesick
  - Michael Showalter pour l'épisode Green Juice dans The Dropout
  - Francesca Gregorini pour l'épisode Iron Sisters dans The Dropout
  - John Wells pour l'épisode Sky Blue dans Maid
  - Hiro Murai pour l'épisode Wheel of Fire dans Station Eleven

- 2023 : Lee Sung-jin pour l'épisode Figures of Light dans Acharnés
  - Jake Schreier pour l'épisode The Great Fabricator dans Beef
  - Carl Franklin pour l'épisode Bad Meat dans Monstre
  - Paris Barclay pour l'épisode Silenced dans Monstre
  - Jonathan Dayton et Valerie Faris pour l'épisode Me-Time dans Anatomie d'un divorce

- 2024 : Ripley – Steven Zaillian 
  - Mon petit renne : "Episode 4" – Weronika Tofilska
  - Fargo : "The Tragedy of the Commons" – Noah Hawley
  - Saison 2 de Feud : "Pilot" – Gus Van Sant
  - Lessons in Chemistry: "Poirot" – Millicent Shelton
  - True Detective: Night Country – Issa López